# 久慈郡
久慈郡（日语：／ Kuji gun */?）是茨城縣的一郡。現轄有以下1町。
- 大子町（だいごまち）